# ألكسندر كونستانتينوفيتش زاخاروف
ألكسندر كونستانتينوفيتش زاخاروف (بالروسية: Захаров, Александр Константинович)‏ هو لاعب كرة قدم روسي في مركز الهجوم، ولد في 11 مارس 1987 في موسكو في روسيا. لعب مع نيمان غرودنو.

## وصلات خارجية
- ألكسندر كونستانتينوفيتش زاخاروف على موقع قاعدة بيانات كرة القدم.إي يو (الإنجليزية)
- ألكسندر كونستانتينوفيتش زاخاروف على موقع Soccerway.com (الإنجليزية)